# عائشة ماكي
عائشة ماكي (بالإنجليزية: Aïcha Macky)‏ (8 يناير 1982)، هي مُخرجة ومُنتجة  سينمائية نيجرية.

## وصلات خارجية
- عائشة ماكي على موقع IMDb (الإنجليزية)